# 第四インタナショナル中央書記局
第四インタナショナル中央書記局（だいよんインタナショナルちゅうおうしょききょく）は、1966年に結成された革命的共産主義者同盟系の日本の新左翼党派である。日本革命的共産主義者同盟（第四インターナショナル日本支部）から分裂して結成された。

## 概要
第四インターナショナル国際書記局（第四インターナショナル#第四インターナショナル統一書記局の前身）の日本支部であった日本革命的共産主義者同盟（第四インターナショナル日本支部）から、同支部が日本社会党および社会主義青年同盟に対して実行した加入戦術に反対するグループが分裂して誕生した。同支部の青年組織であった「青年インター」からの移行者が主体となった。
機関紙は「第四インタナショナル」（不定期刊）。機関紙に掲げられているスローガンは、「帝国主義打倒！スターリニスト官僚打倒！第四インタナショナルに結集せよ！」。現在は発行されていない。
1966年、第四インターナショナル国際委員会の第3回大会に参加するも、第四インターナショナル国際委員会との決別を宣言する。労働党批判的支持問題、「歪曲された労働者国家」問題に関する相違がその理由であった。第四インタナショナル中央書記局は、「歪曲された労働者国家」をブルジョア国家とみなす、フランスの労働者の闘争と同じ立場に立っていた。だが労働者の闘争党とも一線を画し、国際的には完全に孤立した。
第四インタナショナル中央書記局の中心は福岡県であり、他に東京都・大阪府にも組織をもっていた。現在では機関紙に記載されている連絡先は東京都と大阪府のみとなっており、福岡県の組織は消滅したものとみられる。
第四インタナショナル中央書記局の中央大学細胞は、後に国際スパルタシスト潮流 (international Spartacist tendency)と合同して、スパルタシスト日本グループを形成する。
第四インタナショナル中央書記局は、「国際社会評論社」を出版元として、『現代における歴史と階級意識』『ソ連邦・東欧・そして中国―現代における歴史と階級意識２』を出版した。
同じ日本革命的共産主義者同盟（第四インターナショナル日本支部）系の他党派に対しても批判をしている。日本革命的共産主義者同盟 (JRCL)（かけはし）と国際主義労働者全国協議会（労働者の力）の合流の動きに対しては、国際組織の統一書記局派（US派）も国際委員会派（IC派）も解体すべきとして批判する。また第4インターナショナル日本支部再建準備グループ(MELT)はパブロ主義であるとして批判する。